# Mats Ahlgren
Mats Ahlgren, född 19 juni 1967 i Malmö, är en svensk fäktare. Han deltog i OS i Barcelona 1992.